# Rubin Museum of Art
El Rubin Museum of Art és un museu estatunidenc situat a Nova York que presenta una col·lecció d'art de l'Himàlaia i regions circumdants, i en particular d'art tibetà.

## Història
El conjunt de les obres del museu prové de la col·lecció privada d'art de l'Himàlaia que Donald Rubin, avui fundador de MultiPlan Inc., així com la seva esposa Shelley, han anat recollint des de 1974. L'any 1998, la família Rubin compra per 22 milions de dòlars l'edifici, abans ocupat per la firma de costura Barneys New York, després de la seva fallida. Aquest edifici és a continuació transformat en museu pel gabinet d'arquitecte Beyer Blinder Belle. L'escala en espiral original de sis replans ha estat preservada per convertir-se en el centre dels 2.300 m d'espai d'exposició.
Obert des del 2 d'octubre de 2004, el museu exposa més de 1.000 obres, entre les quals pintures, escultures, tèxtils així com objectes de culte datats del segle II av. J.C.. La façana renovada del carrer 17 i els cinc pisos de galeries són influenciats per l'art tibetà. Han estat concebuts pels arquitectes novaiorquesos especialitzats en museus, Celia Imrey i Tim Culbert. La imatge gràfica ha estat concebuda pel grafista Milton Glaser.
A més de les exposicions a partir dels objectes de col·lecció permanent del museu, el museu acull també exposicions itinerants nacionals i internacionals. Està afiliat a dos organismes: el « Tibetan Bouddhist Resource Center » i l'Himalayan Art Resources, lloc sobre l'art de l'Himàlaia per a la progressió de l'estudi de les arts i de la cultura d'aquesta regió.

## Finançament
Les exposicions del museu i els seus programes són responsabilitat del « National Endowment for the Humanities », el « National Endowment for the Arts », la « New York State Music Fund », la « New York State Council on the Arts », la « New York City Department of Cultural Affairs », així com altres fundacions, empreses, membres societaris i individuals.
El 2011, el museu va anunciar que els seus fundadors, Donald i Shelley Rubin, donarien 25 milions de dòlars en cinc anys per finançar les seves operacions, exposicions i programes. Donald Rubin també té previst deixar el càrrec de conseller delegat, tot i que la parella té la intenció de mantenir-se al capdavant del consell d'administració del museu.

## Edifici
El museu de 70.000 m² ocupa el que abans era una part de la botiga Barneys New York al barri Chelsea de Manhattan. Va ser adquirit l'any 1998 i renovat entre 2000 i 2004. La renovació i els nous elements de disseny són el resultat d'una col·laboració dirigida pel gabinet d'arquitectura Beyer Blinder Belle — amb el taller Imrey-Culbert (especialitzat en la concepció de museus) — i Milton Glaser Incorporated. Un gran nombre d'elements significatius de l'interior de l'edifici han estat conservats com existien anteriorment, sobretot la gàbia de l'escala d'acer i marbre d'Andrée Putman que espira de manera teatral al llarg dels set pisos de l'immoble.
A més de les galeries, àmplies i íntimes, dedicades a exposicions exposades al cartell, el museu té un espai per a la fotografia històrica i contemporània, un estudi de creació artística, un teatre per a esdeveniments i espectacles multimèdia, una cafeteria i una botiga de regals. Al setembre de 2011, el museu obre un centre d'educació de 465 m² adjacent a l'edifici principal del museu, concebut per l'arquitecte Lee H. Skolnick i Disseny Partnership. El museu renovat oferta aquests espais molt extensos per tal de facilitar l'aprenentatge de tots els seus públics, i de servir així el més possible els visitants consagrant mitjans més importants

## Exposicions

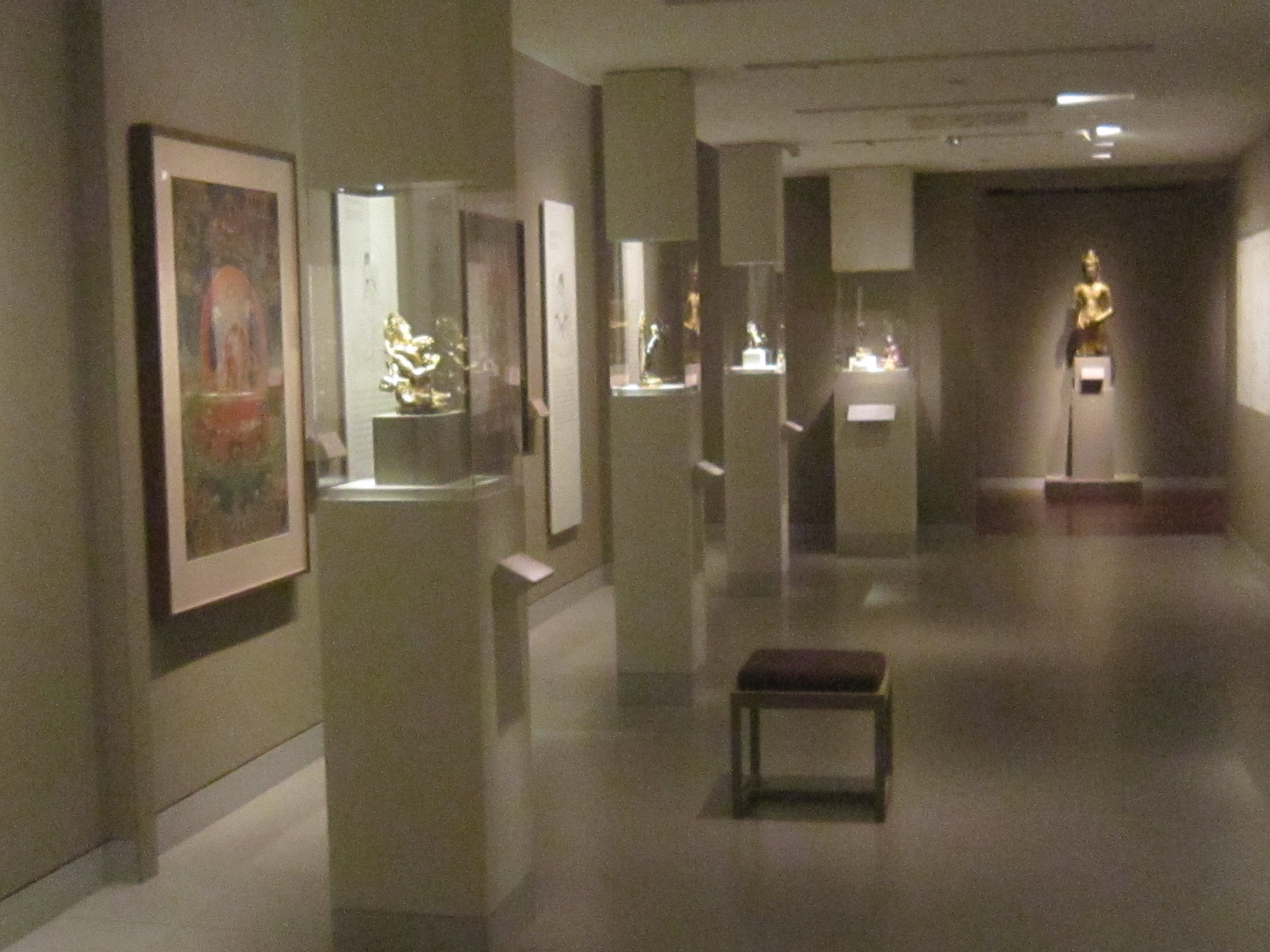
La galeria de la 2 planta amb objectes de la col·lecció permanent

Entre les exposicions inaugurals del museu, van tenir lloc " Methods of Transcendance ", " Portraits of Transmission " l'octubre de 2004 i gener de 2005 . " The Demonic Divine in Himalayan Art " entre octubre de 2004 i març de 2006. El 2006, una exposició de tres parts titulada " Holy Madness " va il·luminar Siddha amb "Portraits of Tantric Siddhas", " Mahasiddhas at Gyantse " i " Mahasiddhas at Alchi". No limitat a l'exposició d'obres budistes i hindús, el museu també mostra objectes de cadascuna de les altres religions: " I See No Stranger: Early Sikh Art and Devotion " va tenir lloc entre setembre de 2006 i gener de 20, " Bon: The Magic Word " va tenir lloc a partir de novembre de 2007 fin febrer de 2008, i " Victorious Ones: Jain Images of Perfection " va tenir lloc entre setembre de 2009 i febrer de 2010.
El 2010, l'exposició " Gateway to Himalayan Art ". En presentar els fonaments de l’art de l’Himàlaia, explica el simbolisme, la iconografia, les implicacions culturals de les obres d’art, així com els materials a partir dels quals estan fetes. Una exposició de dos anys al 3 pis de març de 2011 a gener de 2013, anomenat " Masterworks: Jewels of the Collection " (" Masterworks: Jewels of the Collection : Bijoux de la Collection ”) posa en relleu la diversitat estilística de les col·leccions del museu i els vincles entre l’Himàlaia i les tradicions artístiques de les regions veïnes.

## Activitats
El Museu d’Art Rubin ofereix, dins o fora del museu, una àmplia gamma de programes educatius, així com programes públics com debats, conferències, projeccions de pel·lícules, música en directe, dansa, poesia i altres espectacles i esdeveniments artístics. El museu continua treballant cap a l’accessibilitat total dels seus locals per satisfer les necessitats de les persones amb discapacitat, els reptes lingüístics i les necessitats de poblacions específiques. La visita al Museu Rubin pot ser dirigida per guies de les galeries, realitzada amb motiu d’un recorregut en llengua de signes americana o un recorregut tàctil, i facilitada per la instal·lació d’instal·lacions destinades a cadires de rodes. També es proporcionen dispositius tècnics per a persones amb discapacitat auditiva i cadires de rodes.

### Programació cinematogràfica
| Pel·lícula              | Data de l'estrena | Director      |
| ----------------------- | ----------------- | ------------- |
| The Yatra Trilogy       | 28/10/2004        | John Bush     |
| The Reindeer People     | 28/04/2005        | Hamid Sardar  |
| Taiji : Chaotic Harmony | 14/06/2006        | Sat Chuen Hon |
| The Gold Bracelet       | 22/09/2006        | Kavi raz      |
| Gobi Women's Song       | 04/11/2006        | Sas Carey     |
| Kiran over Mongolia     | 04/11/2007        | Joseph Spaid  |
| Samsara                 | 19/12/2007        | Pan Nalin     |
| Yangsi                  | 08/12/2012        | Mark Elliott  |

| Pel·lícula              | Data de l'estrena | Director                     |
| ----------------------- | ----------------- | ---------------------------- |
| The Sound of Insects    | 22/12/2009        | Peter Liechtenstein          |
| Four Rivers             | 10/10/2010        | Chu-Bzhi                     |
| Crazy Wisdom            | ?? / 11/2011      | Johanna demetrakas           |
| Prince of the Himalayas | ?? / 12/2011      | Sherwood Hu                  |
| Caris' Peace            | 03/07/2012        | Gaylen Ross i Rebecca Nelson |
| Alive Inside            | 18/04/2012        | Michel Rossato-Bennett       |